# Leptargyrtes
Leptargyrtes is een geslacht van rechtvleugeligen uit de familie grottensprinkhanen (Rhaphidophoridae). De wetenschappelijke naam van dit geslacht is voor het eerst geldig gepubliceerd in 1972 door Hubbell.

## Soorten
Het geslacht Leptargyrtes omvat de volgende soorten:
- Leptargyrtes boneti Hubbell, 1972
- Leptargyrtes tejamanilae Hubbell, 1972